# 우다나
우다나(팔리어: Udāna, 약호 Ud) 또는 자설경(自說經)은 불경의 분류 중 하나로, 질문하는 사람 없이 붓다가 혼자 스스로 이야기를 하는 구성으로 이루어져 있다.
12부경(十二部經)의 하나이며, 팔리 삼장 소부(小部, 굿다카 니까야) 우다나로 분류된 8품(vagga), 80개의 경(經)을 말하기도 한다.
무문자설(無問自說) 또는 자설(自說)이라고도 하며, 팔리어 우다나에는 감흥에 따라 자발적으로 나오는 말이라는 뜻이 있으므로, 감흥게(感興偈) 또는 감흥어(感興語)라고도 한다.
팔리 삼장 우다나의 내용 중 한역(漢譯) 《법구경》(法句經)에 포함된 것이 많다. 《법구경》은 《담마빠다》와 설일체유부의 《우다나바르가》(산스크리트어: Udānavarga, 우다나품)를 옮긴 것으로 알려져있다. 《장아함경》에서는 우다나를 ‘법구경’(法句經)으로 한역하기도 하였다.

## 구성
8품(品, vagga)으로 분류되어 있다.
1. Bodhi-vagga(菩提品, Ud1)
2. Mucalinda-vagga(目眞隣陀品, Ud2)
3. Nanda-vagga(難陀品, Ud3)
4. Meghiya-vagga(彌醯品, Ud4)
5. Sonatherassa-vagga(蘇那長老品, Ud5)
6. Jaccandha-vagga(生盲品, Ud6)
7. Cūla-vagga(小品, Ud7)
8. Pāṭaligāmiya-vagga(波睰離村人品, Ud8)

## 한국어 번역

### 완역
- 전재성 역주, 〈우다나〉, 《(빠알리대장경/쿳다까니까야)우다나-감흥어린 시구》(서울: 한국빠알리성전협회), 2009, 제1부.
- 사쿠라베 하지메 外 편, 이미령 옮김, 〈기쁨의 언어(우다나)〉, 《기쁨의 언어 진리의 언어: 초기불전 우다나·이티붓타카》(마음으로 읽는 불전 2, 서울: 민족사), 1991, 제1부, 19~194쪽.

## 주석서
- 부다고사의 Paramatthadipani(또는 Udāna-aṭṭhakathā, 약호 Ud-a)

### 한국어 번역
- 전재성 역주, 〈우다나의석〉, 《(빠알리대장경/쿳다까니까야)우다나-감흥어린 시구》(서울: 한국빠알리성전협회), 2009, 제2부.